# Karakol
Karakol (1889–1921 és 1939–1991 között Przsevalszk) város Kirgizisztánban, Iszik-köl tartományban.

## Földrajz
Az Iszik-köl keleti végén fekszik 150 km-re a kínai határtól.

## Története
1865-ben a cári kormány katonai helyőrségeket hozott létre a Kasgarral határos területen, amikor az Orosz Birodalom terjeszkedett Közép-Ázsiában. Az Akszu nevű település volt Karakol elődje. De mivel Akszut nem érintették a kereskedelmi utak és a transzhumáló nyájak, új települést hoztak létre a Karakol folyó alsó folyásánál. A települést hivatalosan 1869. július 1-jén alapították. 1872-ben, az ott szolgálatot teljesítő katonaság mellett már 150 lakosa volt, kirgizek, üzbégek, tatárok. Az 1890-es években Ukrajnából, a Volga mellől és a Fekete-tenger környékéről is jöttek betelepülők. Kínából a muszlim dunganok ide menekültek a vallási üldözés elől. Karakol fejlődésnek indult, amikor földrajzkutatók jöttek a városba, hogy Kína és Kirgizisztán közötti hegyvidéket kutassák. 1888-ban Nyikolaj Mihajlovics Przsevalszkij tibeti kutatóútja előkészítése alatt tífuszban meghalt városban. 1889. március 11-én cári rendeletre Karakol felvette a Przsevalszk nevet a földrajztudós emlékére és tiszteletére. 1991-ben az ország függetlenné válásakor újra Karakol lett a neve.

## Népesség
Kb. 68 000 lakosa van. 
A város népességének változása:
| Lakosok száma | 5000 | 8107 | 21 193 | 42 262 | 50 830 | 61 521 | 64 322 | 70 400 | 84 351 | 85 588 |
|               | 1889 | 1897 | 1939   | 1970   | 1979   | 1989   | 1999   | 2017   | 2021   | 2022   |

## Híres emberek
- Itt halt meg Nyikolaj Mihajlovics Przsevalszkij orosz tábornok, geográfus, Ázsia-kutató.

## Nevezeteségek
- Karakol-szurdok
- Karakoli sírrajzok: Az Altaj hegységben talált csodálatos festmények ősi figurákat ábrázolnak kerek szarvakkal és tollakkal a fejükön, emellett állatokat és madarakat is illusztráltak művészi igényességgel. A leletek egy ősi, korábban érintetlen temetkezési helyről származnak az Altaj Köztársaság, Karakol nevű falujából. A sírrajzokat 1985-ben fedezték fel a sírok falaként használt kőlapokon. A tudósokat megdöbbentette az a tény, hogy a rajzok három színnel, fehérrel, pirossal és feketével készültek, mivel ezek az első polikróm sziklafestmények, amelyeket valaha is találtak Szibériában. A kősírokba eltemetett emberek maradványait szintén ugyanezekkel a színekkel festették, a szemüregük alatt vörös okker foltokkal, valamint a szemöldök környékén látható fekete és ezüstös ásványi anyag, nevezetesen specularit nyomaival. A színes képeket ezeken a köveken különböző időpontokban készítették, és tudományosan megalapozott, kifinomult technikákat alkalmaztak. A legkorábban a jávorszarvas, hegyi kecske és futó emberek vésett képeit ábrázolták kerek szarvakkal a fejükön. Ezután a petroglifákkal ellátott szikla lemezeket eltávolították a hegyről, bekerítették velük a sírt, és befelé fordították őket, hogy annak belsejét díszítsék.

## Fordítás
- Ez a szócikk részben vagy egészben  a   Karakol című német Wikipédia-szócikk fordításán alapul.  Az eredeti cikk szerkesztőit annak laptörténete sorolja fel. Ez a jelzés csupán a megfogalmazás eredetét és a szerzői jogokat jelzi, nem szolgál a cikkben szereplő információk forrásmegjelöléseként.